# Roosendaal (gmina)
Roosendaal – gmina  w Holandii, w prowincji Brabancja Północna. Obejmuje miejscowości: Roosendaal, Wouw, Heerle, Nispen, Wouwse Plantage i Moerstraten.